# الجعالة
الجعالة لغةً الجعالة -بالتّثليث- اسم لما يُجعل للإنسان على فعل شيء. الجعل بضم الجيم المعجمة- الأجر، يقال: جعلت له جعلاً، والجَعيلة أيضا لغة في الجعل. وفي فروع الفقه هي معاملة بعقد شرعي بمعنى: «التزام عوض معلوم على عمل معيّن معلوم، أو مجهول يعسر علمه».

## تعريف الجعالة
الجعالة في اللغة بتثليث الجيم المعجمة كما حكاه ابن مالك، اسم لما يجعل للإنسان على فعل شيء. الجعل بضم الجيم المعجمة- الأجر، يقال: جعلت له جعلاً، والجَعيلة أيضا لغة في الجعل. وفي علم فروع الفقه هي: معاملة بعقد شرعي بمعنى: «التزام عوض معلوم على عمل معيّن معلوم، أو مجهول يعسر ضبطه». أو «جعل عوض معلوم مقابل عمل في زمن معلوم أو مجهول مما فيه منفعة للجاعل، على أن العامل إن أكمل العمل كان له الجعل، وإن لم يتمه؛ فلا شيء له، مما لا منفعة فيه للجاعل إلا بعد تمامه»، أو هي: «تسمية مال معلوم لمن يعمل للجاعل عملا مباحا ولو مجهولا، أو لمن يعمل له مدة ولو مجهولة».

## صورة الجعالة
صورة الجعالة أن يلتزم مطلق التصرف بدفع عوض معين، مقابل عمل كبناء جدار مثلا، ولو مجهولا، مثل: رد مال ضائع، سواء كان العامل معينا أو مجهولا، فالعامل المعين مثل: أن يقول شخص لزيد مثلا: إن رددت علي ضالتي فلك علي كذا. ومثال العامل المجهول: أن يقول: من رد علي ضالتي أو من بنى لي هذا الجدار فله عليَّ كذا.

## حكم الجعالة
عقد الجعالة مباح شرعا عند جمهور الفقهاء خلافا للحنفية على تفصيل في ذلك، لكن أجازها المالكية بطريق الرخصة، اتفاقا، وإن خالفت القياس للغرر فهي عندهم رخصة. وقال الحنفية: بعدم جوازها في غير جعل العبد الآبق، ودليل المنع عندهم ما في الجعالة من تعليق التّملّك على مجهول تردد بين الوجود والعدم، كما أن الجعالة في حال عدم تعيين العامل لا يوجد فيها من يقبل العقد فانتفى العقد. واستدل الجمهور على جوازها مع الجهل بالعمل أو الجهل بالعامل بأدلة من السنة، كما أن حاجة الناس تدعو إلى ذلك.

### أدلة مشروعيتها
يدل على مشروعية الجعالة ما ورد في حديث الرقية التي رواها الصحابي أبو سعيد الخدري في الصحيحين: عن أبي سعيد الخدريّ: أنّ «أناساً من أصحاب رسول اللّه صلى الله عليه وسلم أتوا حيّاً من أحياء العرب فلم يقروهم، فبينما هم كذلك إذ لدغ سيّد أولئك القوم فقالوا: هل فيكم من راق؟ فقالوا: لم تقرونا، فلا نفعل إلاّ أن تجعلوا لنا جعلاً، فجعلوا لهم قطيع شاء، فجعل رجل يقرأ بأمّ القرآن ويجمع بزاقه ويتفل فبرئ الرّجل فأتوهم بالشّاء، فقالوا: لا نأخذها حتّى نسأل رسول اللّه صلى الله عليه وسلم فسألوا الرّسول صلى الله عليه وسلم عن ذلك فضحك وقال: ما أدراك أنّها رقية؟ خذوها واضربوا لي معكم بسهم».
وفي رواية عن ابن عباس، فقال: «إنّ أحقّ ما أخذتم عليه أجراً كتاب اللّه».
وفي رواية «عن رسول اللّه صلى الله عليه وسلم أنه قال يوم حنين: من قتل قتيلاً له عليه بيّنة فله سلبه».

## الفرق بين الجعالة وعقد الإجارة
الإجارة هي الكراء، واصطلاحا: تمليك منفعة معلومة بعوض معلوم والفرق وبين الجعالة أن الجعالة قد تكون على عمل مجهول، أو من عامل مجهول بخلاف الإجارة. وتختلف الجعالة عن الإجارة عند الشافعية وغيرهم من المجيزين لها في بعض الأحكام منها: صحة الجعالة على عمل مجهول يعسر ضبطه وتعيينه مثل: رد مال ضائع، بخلاف عقد الإجارة فإنها لا تصح إن كان العمل مجهولا، ومنها: صحة الجعالة مع عامل غير معين، كون العامل لا يستحقّ الجعل إلا بعد تمام العمل، وكونه لا يشترط في الجعالة تلفّظ العامل بقبول العقد، وهناك تفاصيل أخرى محلها كتب فروع الفقه.